# Hanne Sørensen
Hanne Sørensen (født 19. juli 1975) er en tidligere kvindelig cricketspiller for det danske kvindelandshold i cricket. Da hun optrådte mod England, blev hun sendt ud uden at score et løb i hendes eneste batting-innings og hun bowlede ikke. 